# Bolbocaffer littorale
Bolbocaffer littorale is een keversoort uit de familie cognackevers (Bolboceratidae). De wetenschappelijke naam van de soort werd in 1894 gepubliceerd door Hermann Julius Kolbe.